# VVS
För andra betydelser, se VVS (olika betydelser).

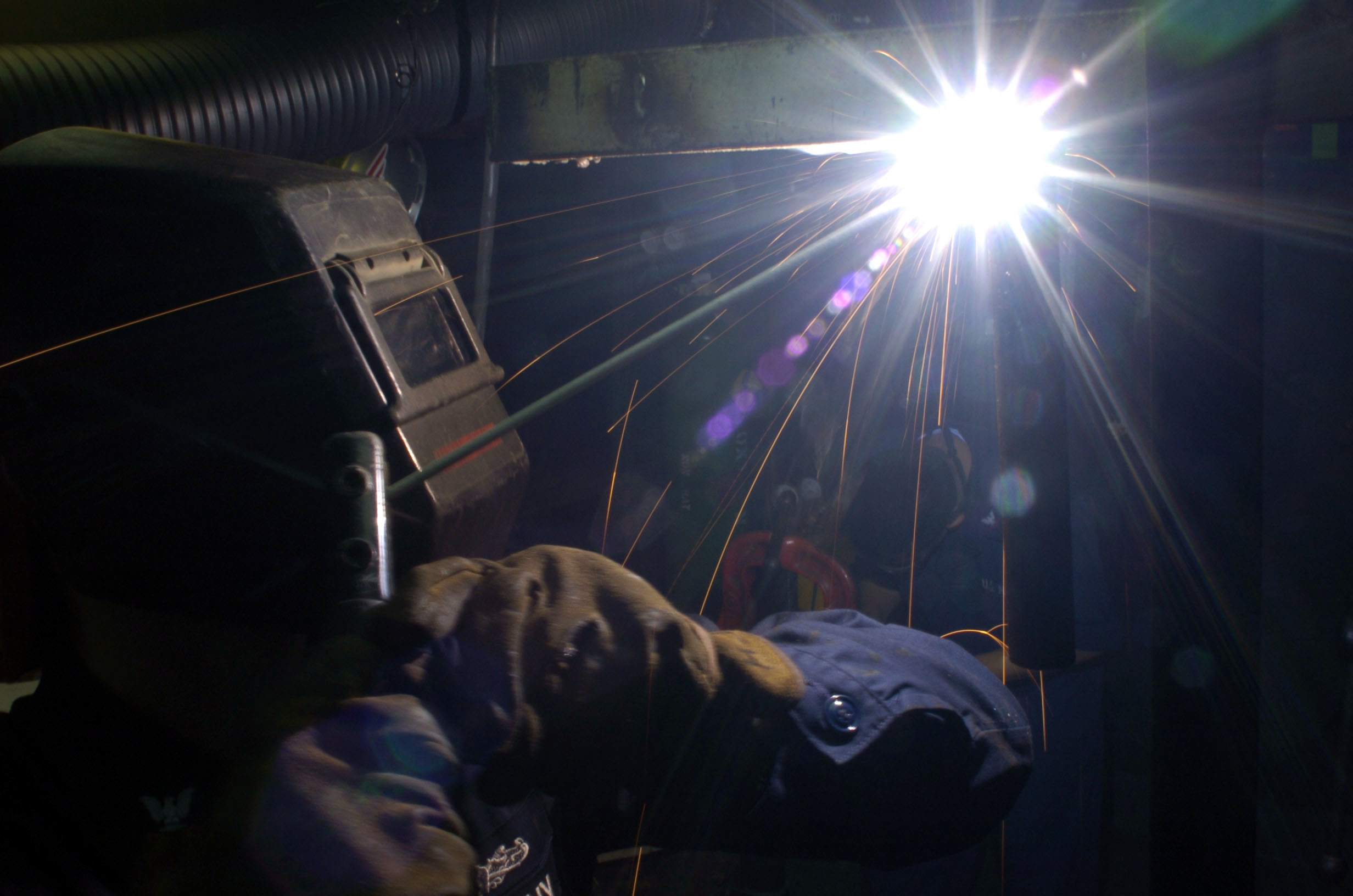
Svetsning av rörfog.

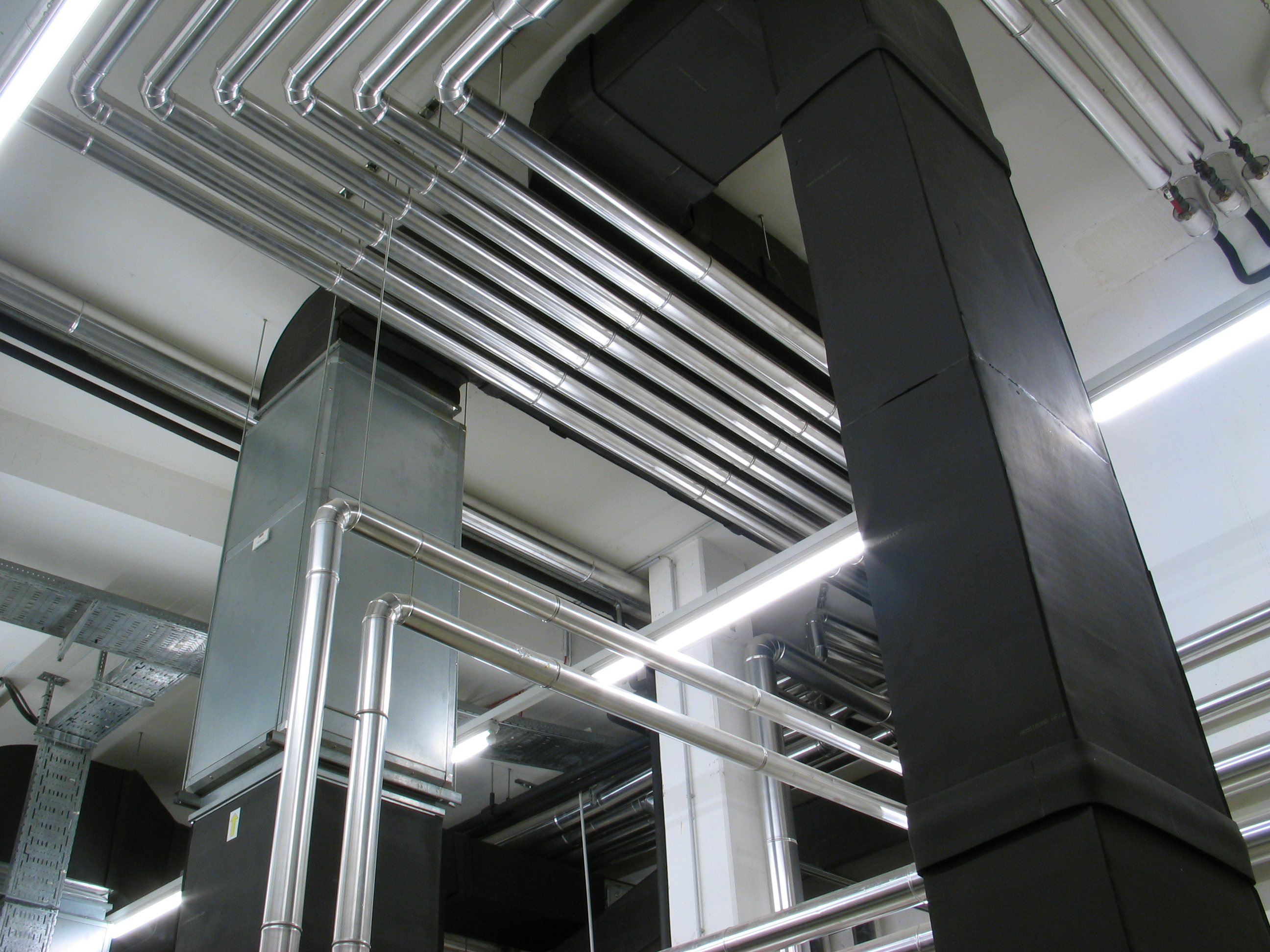
Rörledningar och ventilationskanaler.

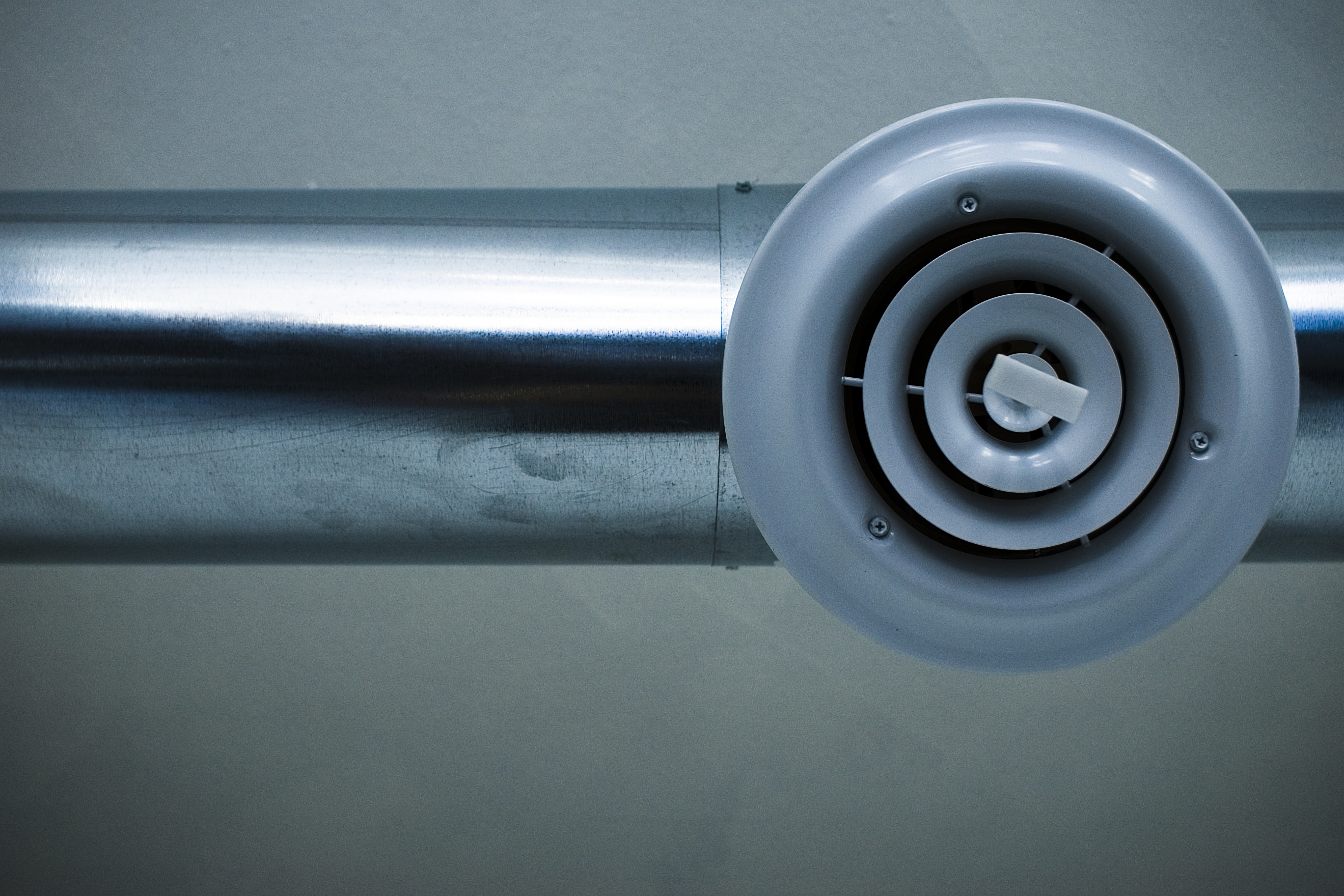
Ventilationskanal med tilluftdon.

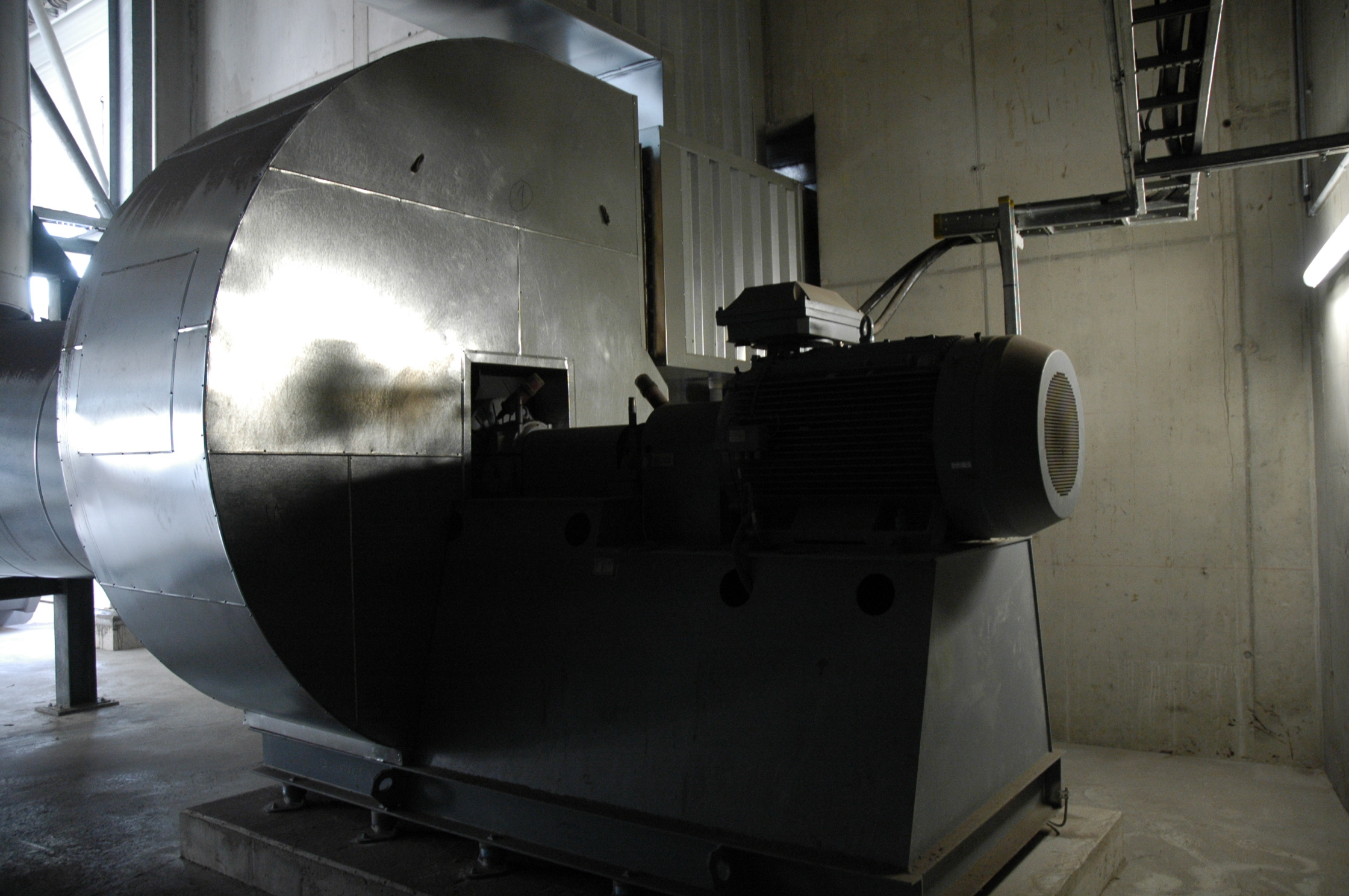
Centrifugalfläkt.

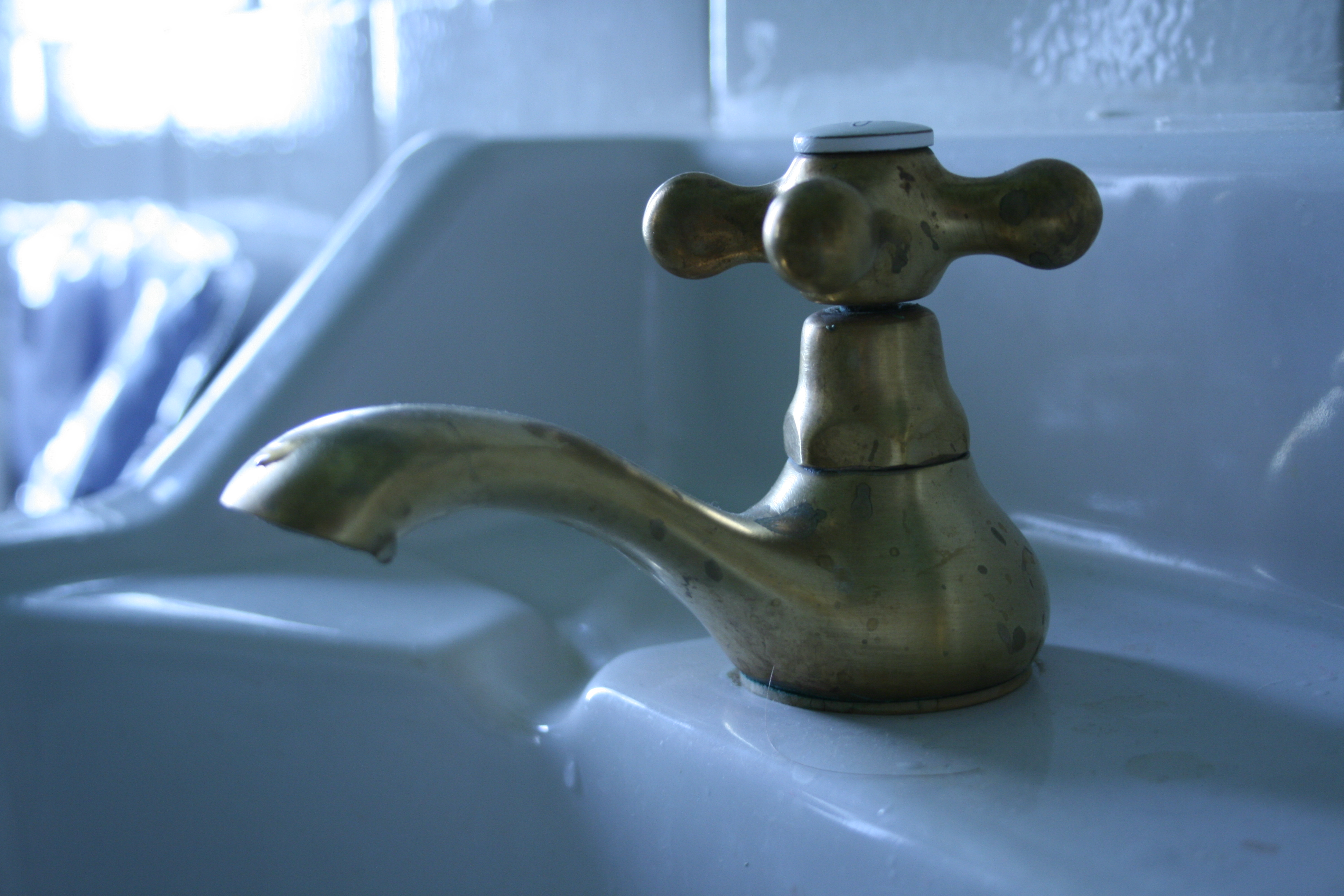
Tappvattenventil.

VVS står för värme, ventilation och sanitet och betecknar dels en bransch inom byggindustrin, dels de tekniska system i byggnader som planeras, projekteras och utförs av branschen, inklusive de produkter som då används. VVS omfattar system för vattenförsörjning och avlopp i fastigheter, samt styr- och övervakningssystem för detta, samt för kontroll av inomhusklimatet. Viktiga delar är energiförsörjning med vattenburna system för uppvärmning och komfortkylning samt distribution och avledning för tappvatten. Till VVS räknas oftast även system för tryckluft, gaser inom sjukhus och industrier, system för brandskydd med vattensprinkler med mera.
I USA används dels förkortningen HVAC (Heating, Ventilating, Air conditioning), dels plumbing för de två branscher som motsvarar VVS. I Storbritannien används termen "Building Services", som där även omfattar elinstallationer. En term i Sverige som senare år blivit alltmer populär i branschen är installationsteknik. Ordet avser vanligen både VVS-teknik samt el- och teleteknik.

## Historia
Olika, förhållandevis avancerade tekniker för uppvärmning, kylning och ventilering av byggnader, samt för vattenförsörjning och avloppsavledningar har funnits sedan länge. Romarna tog dock VVS till en helt ny nivå när de introducerade sina akvedukter och andra byggnadsverk som krävde en utbredd användning av blyrör. En tydligt avgränsad VVS-bransch uppstod först med industrialismens genombrott under 1800-talet. Beteckningen VVS myntades 1930 genom tidskriften VVS, men först under 1950-talet blev det även en beteckning på tekniken och branschen.
Ingenjörsföretagen inom branschen (VVS-konsulter) är av tradition inriktade på hela VVS-området, men entreprenadföretagen (installatörerna) är delade i två delbranscher, ventilationsentreprenörer och rörentreprenörer.
Rörledningsföretag (gas, vatten, avlopp) och värmeledningsföretag (uppvärmning, ventilation) har funnits sedan mitten av 1800-talet, men uppfattades fram till omkring 1914 vara två olika branscher. Därefter förenades dessa två branscher till en gemensam bransch.
Modern ventilationsteknik har funnits länge. Under 1900-talet utförde plåtslagerier eller fläkttillverkare moderna ventilationsanläggningar i industriella anläggningar. Under 1950-talet, när ventilationsinstallationerna började bli mer omfattande i kontorsbyggnader och andra lokaler och även bostäder, blev även dessa en marknad för speciella ventilationsentreprenörer.
Arbetarna i rörledningsföretagen kallades tidigast "rörarbetare" eller "rörläggare". I början av 1900-talet lanserades ordet rörmokare. Det var först stockholmsslang, men blev en etablerad yrkesbeteckning omkring 1930. Från 1970-talet förespråkades yrkesbeteckningarna "rörmontör" respektive "ventilationsmontör", numera ofta "VVS-montör".

## VVS-tekniska system
Bostäder har förhållandevis enkla system. I lokaler, kontor, större butikslokaler, sjukhus etc, är systemen för vatten och avlopp likartade som för bostäder. Men systemen för inneklimatet kan vara avsevärt mer komplexa, och utgöra den största delen av en VVS-installation i en byggnad. Installationerna för värme, kyla och ventilation hänger dessutom nära samman och det förekommer många olika principlösningar.

### Värme
För uppvärmning används ofta radiatorer ("element"), vilka normalt är placerade under fönster. I flerbostadshus är de anslutna via kopplingsledningar (tillopp och retur) till en stam, som ofta står synligt mot fasad. Stammarna ansluter till en huvudledning i exempelvis källarkorridoren. Där finns ventiler för avstängning och injustering av vattenflödet. Huvudledningen går vidare till undercentralen, som i ett flerbostadshus numera ofta är ansluten till fjärrvärme. Andra vanliga värmekällor är värmepump, värmepanna för pellets, ved, och olja.

### Ventilation
I nyare flerbostadshus ligger ventilationskanalerna ofta i samma schakt som vatten och avlopp. Kanalerna dras upp till vinden och ansluts till en frånluftsfläkt eller till ett aggregat med både till- och frånluftfläktar.
Ordförklaringar:
- Uteluft = Ren luft som hämtas utifrån.
- Tilluft = Uppvärmd/kyld luft som tjänar lokalerna.
- Frånluft = Returluft som ofta värmeväxlas i ventilationsaggregatet för att ge huset lägre energiåtgång, då luft kräver mycket energi för att värmas/kylas återanvänder man gärna redan uppvärmd luft, detta system kallas FTX (från och tilluftsystem med värmeåtervinning) och används ofta i t.ex. Passivhus[3]
- Avluft = luft som efter genomförd värmeväxling lämnar systemet och huset.

### Sanitet
Sanitet omfattar system för hantering av vätskor och gaser, i första hand installationer för tapp- och spillvatten.
Vattenförsörjningen har normalt tre rör, kallvatten (KV), varmvatten (VV) och varmvattencirkulation (VVC), den senare för att hålla rätt temperatur på varmvattnet. Om den inte fanns skulle temperaturen på varmvattnet sjunka under natten. Ledningarna för KV, VV och VVC följer normalt värmerören i exempelvis källarkorridoren i ett rörstråk, men stammarna ligger normalt i en slits i närheten av kök eller badrum eller tvättstuga. Ventiler för avstängning finns vid inkommande vattenmätare (ofta belägen i värmecentralen), vid stammen och där stammen ansluter till respektive lägenhet. Spillvattenrören ligger i samma slitsar och går vanligen ned under källargolvet och dras horisontellt i en samlingsledning ut till kommunens ledning med självfall.

## VVS-branschen
VVS-branschen är en stor bransch i byggsektorn. Det finns omkring 3000 VVS-konsultföretag och omkring 8000 VVS- entreprenadföretag. 
Svenska organisationer är bland annat branschorganisationerna  Installatörsföretagen,  Plåt & Ventföretagen, VVS Fabrikanternas råd, Svenska rörgrossistföreningen VVS och Svensk Ventilation, samt personföreningen Energi- och Miljötekniska Föreningen. Här finns också Borrföretagen, Branschföreningen Relining i Fastigheter (BRIF), Energieffektiviseringsföretagen, Forum för Energieffektivt Byggande (FEBY), Föreningen EnerGIska Människor i Sverige (FEGIS), FunkiS Funktionskontrollanterna, HEAS Heat Exchangers Association, Isoleringsfirmornas Förening, Riksförbundet Sveriges Ventilationsrengörare, SSTT Scandinavian Society for Trenchless Technology, Svensk Solenergi, Svenska Kyltekniska Föreningen, Svenska Kyl & Värmepumpsföreningen, Svenska Solskyddsförbundet, Vatteninfo och VARIM Vattenreningsindustrins medlemsorganisation.
I Sverige finns två stora branschtidskrifter, VVS Forum och Energi & miljö. Det finns en branschportal Slussen.biz (Slussen Building Services)

## Historiska personer som verkat i VVS-branschen
- James Watt (1736–1819)

- Johan Wilhelm Bergström (1812–1881)
- Johan Erik Cederblom (1834–1913)
- Ernst August Wiman (1838–1905)
- Otto Fahnehjelm (1846–1911)
- Hermann Rietschel (1847–1914)
- Oscar Edvard Westin (1848–1930)
- Wilhelm Dahlgren (1858–1949)
- Klas Sondén (1859–1940)
- Hugo Theorell (1859–1945)